# Nikon D3400
Nikon D3400 je 24 megapixelová digitální zrcadlovka (dále DSLR) oznámená společností Nikon dne 17. srpna 2016, na tiskové konferenci v Amsterdamu. V České republice byla představena o den později na tiskové konferenci v Praze. Fotoaparát je následníkem modelu Nikon D3300, který nahrazuje po dvou letech. Tělo je konstruováno z kompozitů a plastu a je vybaveno 24 MPx snímačem CMOS velikosti APS-C. Fotoaparát patří do základní třídy D3xxx určené pro amatéry.

## Popis

### Snap Bridge
Funkce SnapBridge umožní uživatelům spojení fotoaparátu s chytrým zařízením prostřednictvím Bluetooth. Po instalaci příslušné aplikace Nikon SnapBridge a spárování zařízení s fotoaparátem lze prostřednictvím aplikace přenášet fotografie do chytrého zařízení již během fotografování a umožnit tak jejich okamžité prohlížení či sdílení na internetu. Přenos probíhá na pozadí a nebrání tak dalšímu používání fotoaparátu. Druhá užitečná funkce spočívá v přenášení aktuálních zeměpisných souřadnic z chytrého zařízení do fotoaparátu a jejich vložení do EXIF informací ve snímku. Fotoaparát využívá technologie Bluetooth Low Energy se sníženou spotřebou energie. Vzhledem k tomu, že fotoaparát není vybaven technologií WiFi, nelze využít další funkce, jako např. ovládání fotoaparátu z chytrého zařízení.

### Expoziční režimy

#### Automatické
Fotoaparát umožňuje využít dvou variant automatických režimů. Je to režim s automatickým bleskem a automatický režim bez blesku. V obou případech probíhá fotografování zcela automaticky a není třeba již nic dalšího nastavovat, veškeré nastavení volí fotoaparát. 

#### Průvodce
Režim průvodce je interaktivní režim nastavení fotoaparátu, kdy přístroj vede uživatele krok za krokem nejen k optimálnímu nastavení fotoaparátu před expozicí, ale i v následné "postprodukci" snímků. Pro samotné pořízení snímku jsou k dispozici základní volby - auto, vypnutý blesk, vzdálené objekty, makrosnímky, spící tváře, pohyblivé objekty, krajiny, portréty, noční portrét a fotografování nočních krajin. Kromě nich se dá vybrat ještě z pokročilých operací - změkčení pozadí, vysoká hloubka ostrosti, zmrazení pohybu (osoby), zmrazení pohybu (vozidla), zobrazení tekoucí vody, zachycení červeně západu slunce, pořizování jasných snímků a tmavé snímky.

#### Motivové programy
Rychlý výběr nastavení pro vybrané situace představují motivové programy. K dispozici jsou portrét, krajina, děti, sporty, makro a noční portrét.

#### Speciální efekty
Speciální efekty slouží k expozici nestandardních snímků. Jedná se o obdobu různých filtrů používaných většinou až při konečné úpravě fotografií v počítači. Při použití speciálních efektů ve fotoaparátu bude vybraný filtr aplikován přímo na originál exponovaného snímku. Volit je možné z efektů - noční vidění, velmi živé, pop, fotografická ilustrace, efekt dětského fotoaparátu, efekt miniatury, selektivní barva, silueta, hi-key, low-key.

#### Režimy poloautomatické
Z těchto režimů lze vybírat ze čtyř možností. Zvolit lze programovou automatiku, clonovou automatiku, časovou automatiku a manuální expoziční režim.

### Závěrka
Závěrka je elektronicky řízená štěrbinová s vertikálním chodem. Umožňuje exponovat v časech od 1/4000 s do 30 s v krocích po 1/3 EV, kromě toho má i funkci BULB (stisknutím spouště se závěrka otevře, uvolněním spouště se zavře) a TIME (závěrka se otevírá po prvním stisku spouště a po druhém stisknutí se zavírá).
Na funkci závěrky má vliv také volba expozičního režimu - jednotlivé snímky, sériové snímání, tichá expozice, samospoušť, dálkové ovládání se zpožděním a dálkové ovládání s rychlou reakcí. U samospouště lze ještě ovlivnit délku prodlevy před expozicí na 2, 5, 10 a 20 s a zvolit počet po sobě následujících expozic od 1 do 9.

### Zaostřování
Zaostřování fotoaparátu zajišťuje AF modul Nikon Multi-CAM 1000 s fázovou detekcí TTL, 11 zaostřovacími poli (včetně 1 křížového snímače). Pro zaostření objektivu lze volit mezi režimy automatického zaostřování (AF) a manuálního zaostřování (MF). U režimů automatického zaostřování pak lze vybrat jednorázové zaostření (AF-S), kontinuální zaostřování (AF-C) a automatickou volbu mezi předchozími režimy (AF-A). Dostupnost jednotlivých režimů je závislá na typu použitého objektivu.

### Vestavěný blesk
Součástí těla fotoaparátu je výklopný blesk se směrným číslem cca 7,8. Blesk je vybaven celou řadou režimů řízení záblesku - automatická aktivace blesku, automatická aktivace blesku s redukcí efektu červených očí, automatická aktivace blesku včetně synchronizace s dlouhými časy, automatická aktivace blesku včetně synchronizace s dlouhými časy a redukcí efektu červených očí, doplňkový záblesk, redukce efektu červených očí, synchronizace s dlouhými časy, synchronizace s dlouhými časy včetně redukce efektu červených očí, synchronizace na druhou lamelu včetně synchronizace s dlouhými časy, synchronizace na druhou lamelu, vypnuto.
Kromě vestavěného blesku jsou na fotoaparátu k dispozici standardní sáňky na externí blesk se středovým synchronizačním kontaktem (ISO 518).

## Hlavní rozdíly oproti modelu D3300
- zvýšení citlivosti ISO na 25 600 z předchozích 12 800 (vyšší o 1 EV)
- nový systém ochrany před prachem
- snížení energetické náročnosti (na jedno nabití baterie je možno pořídit až 1 200 snímků)
- nová funkce Snap-Bridge (částečně omezená)